# 游朴墓
游朴墓，位于中国福建省柘荣县双城镇南街村，为一个省级文物保护单位，类型为古墓葬，为第五批福建省文物保护单位，公布时间为2001年1月20日。
游朴墓的历史年代为明，是明代官员游朴的安葬地。